# Sextans B
Sextans B (también conocida como UGC 5373 y DDO 70) es una galaxia irregular que puede ser parte del Grupo Local, o estar justo más allá de él. Sextans B está a 4,44 millones de años-luz de distancia de la Tierra. Por lo tanto sería uno de los miembros más distantes del Grupo Local. Forma una pareja con su galaxia vecina Sextans A. Según el esquema de clasificación morfológica de galaxias, es una galaxia tipo Ir IV-V. Sextans B también puede estar asociada gravitacionalmente con las galaxias NGC 3109 y Enana de Antlia.
Sextans B tiene una población estelar uniforme, pero el medio interestelar en él puede ser inhomogéneo. Su masa se estima en 2 × 108 veces la masa del Sol, de la cual el 5.5 × 107 consta de hidrógeno atómico. La formación estelar en la galaxia parece haber procedido en distintos períodos de baja intensidad, separados por períodos más cortos de inactividad. La existencia de Variable Cefeidas en la galaxia implica que Sextans B contenga al menos algunas estrellas jóvenes. La metalicidad de Sextans B es bastante baja, con un valor aproximado de Z = 0.001. Sextans B se aleja de la Vía Láctea a una velocidad aproximada de 300 kilómetros por segundo (190 mi/s). Probablemente se encuentra justo fuera del borde del Grupo Local, por lo cual Sextans A es su vecina.
Cinco nebulosas planetarias han sido identificadas en Sextans B. Es una de las galaxias pequeñas donde se han observado nebulosas planetarias. Estas aparecen puntuales. Pueden ser identificadas por sus líneas de emisión espectrales. También contiene un cúmulo globular.